# Der Leutnant Ihrer Majestät
Der Leutnant Ihrer Majestät ist ein deutscher Stummfilm aus dem Jahre 1929 des Ehepaars Jakob Fleck und Luise Fleck mit Iván Petrovich und Agnes von Esterhazy in den Hauptrollen.

## Handlung
Russland zur Zeit der Zarenherrschaft. Der Kaiser ist eifersüchtig, glaubt er doch, dass sein Flügeladjutant Graf Georg Michailowitsch und seine Gattin eine Affäre haben könnten. Argwöhnisch lässt er beide beobachten. Tatsächlich kann der Graf im letzten Moment aus dem Zimmer Ihrer Majestät entweichen, als der Kaiser seine Gattin aufsuchen will. Graf Georg muss auf der Flucht die Räumlichkeiten, vor allem das Schlafzimmer, der Gräfin Olga von Bursanow, einer Hofdame Ihrer Majestät, passieren. 
Dieser Umstand kommt dem Kaiser durchaus zupass, denn nun kann er seinem Adjutanten befehlen, die Komtesse, um selbige nicht zu kompromittieren, zu heiraten. Da sich diesem Ukas niemand entziehen kann, ist Olga bereit, diesen Opfergang zu gehen, hilft aber fortan ihrem De-jure-Gatten auch weiterhin dabei, seine Techtelmechtel-Termine bei der Kaiserin wahrzunehmen. Gerührt von diesem Aufopferungswillen entsagt Graf Michailowitsch fortan der Kaiserin und widmet sich ganz dem Eheleben mit Komtesse Olga, die er allmählich zu lieben beginnt.

## Produktionsnotizen
Gedreht im Februar und März 1929 im Atelier von Berlin-Staaken, passierte Der Leutnant Ihrer Majestät die Zensur am 27. März desselben Jahres und wurde unmittelbar darauf in der deutschen Provinz (Barmen-Rittershausen) uraufgeführt. Die Berliner Premiere erfolgte am 12. April 1929 im Atrium und im Primus-Palast. Die Länge des mit Jugendverbot belegten Siebenakters betrug 2499 Meter. 
Die Produktionsleitung übernahm  Liddy Hegewald, die Aufnahmeleitung Conny Carstennsen.
Die Filmbauten gestalteten Willi A. Herrmann und Karl Willenbücher.

## Kritiken
Die Kritiker konnten dieser abgestandenen Geschichtsromanze aus Hochadelskreisen nichts abgewinnen. Nachfolgend drei Beispiele:
Hans Feld merkte im Film-Kurier spitz an: “Jubiläums-Film der Hegewald-Film. Aus festlichem Anlass wird noch einmal zusammengefasst, was früheren Filmen gleicher Produktion die Beliebtheit beim großen Publikum verschafft hat: Aus zwanzig Kassenerfolgen wird ein einundzwanzigster konstruiert. (…) Hegewald-Film wendet sich an ein Publikum, das der Realität des Lebens ein romantisches Geschehen mit Fürsten und Grafen vorzieht. (…) Ivan Petrovich … bleibt bemüht, sein gut geschnittenes Profil nur von der günstigsten Seite zu zeigen. Er appliziert Handküsse mit vollendeter Eleganz, jeder Zoll ein Tenor der Leinwand. Neben ihm Ferdinand Hart als Zar, mimisch noch nicht ganz gelockert. (…) Überraschend … die Wandlungsfähigkeit von Agnes Esterhazy. (…) Die Rolle der Zarin mit dem Seitensprung liegt ihrer damenhaften Schönheit.”
Das Berliner Tageblatt stieß ins selbe Horn: “Liddy Hegewald … zeigt hier die Quintessenz dessen, womit sie uns in den letzten Jahren so gern bedachte: rührselige Liebesgeschichten zwischen Höheren. Höchsten, Allerhöchsten und den jeweils proportional Niederen und Niedersten. (…) Immerhin bemühte sich das Manuskript sorgfältiger um die Verknüpfungen und Details, und die beiden Flecks haben außerordentlich zugelernt”
Die Welt am Morgen schimpfte: “Das Drehbuch von Ladislaus Vajda ist nichts als eine Aneinanderreihung veralteter Bühnen- und Filmsituationen und Operettenszenen. Da auch das Regisseurpaar J. und L. Fleck noch auf dem gleichen künstlerischen Fleck stehen geblieben ist, den der Film zur Zeit der Zarenallmacht erklommen hat, besitzt dieser Zelluloidstreifen keine Existenzberechtigung, trotz Mitwirkung der schönen Agnes Esterhazy und von Ferdinand Hart, die wir beide in einem besseren Werke und in besseren Regiehänden sehen möchten.”